# Карпентер, Райан
Райан Карпентер (англ. Ryan Carpenter; 18 января 1991, Овидо, Флорида, США) — американский хоккеист, нападающий клуба АХЛ «Сан-Диего Галлз».

## Карьера
Начал свою юниорскую карьеру в 2009 году в клубе «Су-Сити Маскетирс», выступающего в хоккейной лиге США. После 2-х сезонов за этот клуб поступил в Университет Западного Кентукки, а также выступал за него в NCAA.
26 марта 2014 года, как свободный агент, подписал контракт с клубом НХЛ «Сан-Хосе Шаркс», и начал выступать за фарм-клуб «Вустер Шаркс». В своём первом профессиональном сезоне 2013/14 за фарм-клуб «Шаркс», сыграл в 12 играх и сделал 2-е результативной передаче. 11 декабря 2015 года был вызван в «Сан-Хосе». На следующий день в игре против «Уайлд», дебютировал в НХЛ.
В сезоне 2015/16 стал лидером «Бараккуды» по очкам за сезон (55), а также был победителем приза Яник Дюпре Мемориал Эворд.
30 ноября 2016 года в игре против «Лос-Анджелес Кингз», забросил свою первую шайбу за «Шаркс» в НХЛ.
17 июня 2017 года подписал новый двухлетний контракт с «Шаркс» на сумму $1,3 млн. После 16 игр за «Шаркс», 12 декабря 2017 года, он расторг контракт с клубом. Спустя день подписал контракт с «Вегас Голден Найтс».
1 июля 2019 года подписал трёхлетний контракт с «Чикаго».
21 марта 2022 года был обменян в «Калгари Флэймз».

## Достижения

### Личные
| Год  | Команда            | Достижение                           | Достижение |
| ---- | ------------------ | ------------------------------------ | ---------- |
| 2016 | Сан-Хосе Барракуда | Победитель Яник Дюпре Мемориал Эворд |            |